# Jiří Pimpara
Jiří Pimpara (4 febbraio 1987) è un calciatore ceco, difensore dello Slovan Liberec.

## Carriera

### Club
Ha giocato 8 incontri di Europa League con la divisa dello Slovan Liberec e una sfida di Coppa Intertoto con i colori del Teplice.